# Имберлах
Имберлах (ингберлах, англ. ingberlach, идиш אימבערלעך‎) — сладкое блюдо еврейской кухни, различные продукты в оболочке из карамелизированного сиропа. Например, при приготовлении из мацы, кусочки мацы отваривают в приготовленном сиропе, полученную массу раскатывают в тонкий лист, дают остыть, и нарезают ромбиками. Популярным рецептом является и ингберлах из тёртой моркови. В состав также могут входить сахар, мёд, имбирь; реже — оливковое или другое растительное масло.
Название происходит от слова имбирь (ingber на идиш). В мацовую муку добавлялся сушеный молотый имбирь и замешанное на яйцах тесто жарилось в сахарном сиропе с добавлением меда и имбиря, затем формировалось и высушивалось. Существуют сладости, изготовляемые по похожей технологии, но в которых имбирь не используется, например тейглах или плетцлах (pletzlach).